# Джузи Ферери
Джузи Ферèри (на италиански: Giusy Ferreri), родена Джузèпа Гаетàна Ферèри (на италиански: Giuseppa Gaetana Ferreri; * 18 април 1979 в Палермо, Италия), е италианска певица.
След известен музикален опит в различни групи и като солистка тя става известна през 2008 г., след като се класира на второ място в първото италианско издание на шоуто за таланти X Factor.
В кариерата си е удостоена с различни награди, включително с Италианска награда за видеоклипове, Награда „Лунеция“, Награда Санремо хит, две Венециански музикални награди, пет Музикални награди Уинд и една Награда за „Европейски музикален дебют без граници“. Участва в три издания на Фестивала на италианската песен в Санремо: през 2011, 2014 и 2017 г. с песните Il mare immenso, Ti porto a cena con me и Fa talmente male, както и в пет Летни фестивала, съответно през 2014 г. с Inciso sulla pelle, 2015 г. с Roma-Bangkok, 2016 г. с Volevo te и Ma il cielo è sempre più blu, 2017 г. с Partiti adesso и 2018 г., печелейки заедно с Такаджи & Кетра с Amore e capoeira.
Към 2019 г. държи три рекорда: тя е певицата, лансирана от италианско шоу за таланти, продала най-много албуми и сингли в света: около 2 600 000 копия, тя е изпълнителката, останала най-дълго на номер 1 в Италианската класация за сингли (47 седмици, с песните Non ti scordar mai di me, Novembre, Roma-Bangkok, Amore e capoeira и Jambo, като предишният рекорд е на Мадона с 38 седмици) и също така е единственият италиански изпълнител, заедно с Бейби Кей, получил диамантен диск за дигитален сингъл, благодарение на Roma-Bangkok.

## Биография
Джузи Ферери е родена в град Палермо, Сицилия на 18 април 1979 г. (въпреки че според регистъра, поради грешка, тя е родена ден по-рано). Мести се с родителите си Алесандро и Тереза и брат си Микеле в град Абиатеграсо близо до Милано, където прекарва детството и юношеството си, посещавайки Лицей „Салваторе Куазимодо“ в град Маджента.
Занимава се с музика от ранна възраст, като участва в певчески конкурси. От 14-годишна учи пеене, китара и пиано, изпълнява в различни кавър групи с различни стилове и жанрове и пише първите си песни през 1997 г.

## Кариера

### 1998 – 2007: Начало
През 1998 г. Ферери започва соловата си кариера, като през следващите четири години е част от две различни групи, с които пее в малки клубове: Prodigy of Peace и AllState51. С първата певицата подписва самопродуцираната песен Woe Is Me (съдържащ се в албума P.O.P.), а с втората – Won't U be (съдържаща се в компилацията Chillout Masterpiece).
През 2002 г. тя подписва първия си звукозаписен договор с Уорнър Мюзик Италия, който продължава до 2006 г., с който прави Il party – денс-поп песен, която обаче е изхвърлена при селекциите на конкурса Санремо Нови предложения през 2005 г. Въпреки разочарованието и без продуцент, който да я подкрепи, тя решава да продължи да се занимава с музика и продължава договора със Сони Мюзик. За да се издържа, работи като касиерка в супермаркет.

### 2008 – 2010: шоуX-Factor, известност и голям успех
През 2008 г. Ферери участва в първото италианско издание на шоуто за таланти X Factor, където е забелязана от ръководителката на категория „Над 25 години“ Симона Вентура и от Кристиано Малджольо. В крайното класиране Ферери е втора. Неиздаваната Non ti scordar mai di me („Никога не ме забравяй“) по музика на Тициано Феро и Роберто Казалино и текст на Казалино достига първо място в италианската класация Топ сингли. Свързаният с нея видеоклип, режисиран от Козимо Алема, печели в категорията „Изгряващи звезди“ на Наградата за италиански видеоклип през 2008 г. EP-то Non ti scordar mai di me, сертифицирано като златно само благодарение на продажбите от предварителните заявки, дебютира директно на 1-ва позиция в Класацията за албуми на FIMI и е сертифицирано като три пъти платинено.
Първият албум на Ферери с нови песни – Gaetana, продуциран от Тициано Феро и предшестван от сингъла Novembre, дебютира на второ място в Класацията за албумите на FIMI и продава 490 хил. копия, като също получава платинен сертификат от IFPI Гърция.
На 12 март 2009 г. стартира турнето на певицата Gaetana Tour с изпълнение в Ню Ейдж Клуб в град Ронкаде, което се радва на голям успех.
На 23 октомври 2009 г. по радиото е пусната Ma il cielo è sempre più blu („Но небето е все по-синьо“), която предшества излизането на втория студиен албум на певицата (първи с кавър версии), озаглавен Fotografie. Почти едновременно с издаването на втория ѝ албум излиза и Supermarket, чието заглавие се отнася до предишната ѝ работа като касиерка. Той съдържа ранни парчета на певицата под името Гаетана. Въпреки опитите ѝ да предотврати публикуването и разпространението му, съдът отхвърля иска ѝ.
На 14 януари 2010 г. Джузи Ферери е отличена с Наградите за „Европейски музикален дебют без граници“ за албума Gaetana. Тя е първата (и засега единствена) италианска певица, получила това международно признание.
През първите две години на дейност Джузи Ферери дуетира с певци като Клаудио Балиони, Орнела Ванони, Тициано Феро, Маракеш и Нери пер Казо.

### 2011 – 2014: участие във Фестивала в Санремо, албумиIl mio universoиL'attesa
През февруари 2011 г. Джузи Ферери участва в 61-вото издание на Фестивала в Санремо с песента Il mare immenso („Безкрайното море“) и се нарежда на 10-о място. Албумът Il mio universo („Моята вселена“) не постига успеха на предишните, въпреки че турнето, започнало от Аудиториум „Парк на музиката“ в Рим на 7 май 2011 г., достига до основните италиански градове. В края на годината певицата разкрива на официалната си Фейсбук страница, че е била далеч от сцената поради операция на гласните струни за премахване на полип и атакува екипа си, виновен за това, че не е успял да защити нейните нужди.
След този изблик Джузи Ферери стои настрана от музикалната сцена, за да работи по албума си L'attesa („Очакването“) заедно с американската певица Линда Пери, Йоад Нево и Ермал Мета. На 18 декември 2013 г. Фабио Фацио обявява участието ѝ във Фестивала в Санремо 2014 с Ti porto a cena con me („Ще те заведа на вечеря с мен) и L'amore possiede il bene („Любовта притежава доброто“), където се класира девета.
В края на 2013 г. певицата е член на техническата комисия в певческия конкурс „Ареа Санремо“ за подбор на нови предложения по случай 65-ото издание на Фестивала в Санремо.

### 2015 – 2017: хитRoma-Bangkokи албумGirotondo
През 2015 г. Ферери се завръща към успеха с хита Roma-Bangkok, който пее в дует с рапърката Бейби Кей. Песента, сертифицирана с диамантен диск, достига първа позиция на Топ сингли и става най-продаваният италиански сингъл в Италия през 2010 г. Volevo te и компилацията Hits връща певицата на върха.
През първите месеци на 2016 г. тя е заета заедно с Бейби Кей с промоцията на песента в чужбина, а от май до края на ноември се посвещава на турнето си Hits, което завършва в Тирана. Тя също е гостенка на финала на гръцкото издание на X Factor и на 10-ото италианско издание на X Factor.
През 2017 г. участва в 67-ия Фестивал в Санремо с песента Fa talmente male („Толкова много боли“), елиминирана на полуфинала. Тя предшества издаването на петия ѝ албум Girotondo („Въртележка“), от който са извадени и синглите Partiti adesso („Тръгнали сега“) и L'amore („Любовта“).

### 2018 – 2019: хитAmore e capoeira, 10 години кариера, хитJamboи нови проекти
През 2018 г., на 10-ата година от кариерата си, певицата е преподавателка в шоуто за таланти Amici di Maria De Filippi, присъединявайки се към състава още в предходната година. Тя също е гост на 68-ия Фестивал в Санремо, където пее в дует с Роби Факинети и Рикардо Фоли песента Il segreto del tempo („Тайната на времето“).
От май до септември участва в Girotondo Live Tour, по време на което пее на живо сингъла Amore e capoeira, направен с Такаджи и Кетра и Шон Кингстън, и лансиран на пазара на 1 юни 2018 г. Благодарение на песента, сертифицирана в Италия с пет платинени диска, Ферери се утвърждава като изпълнителят с най-много седмици на първо място в историята на Класацията на FIMI, надминавайки Мадона и Васко Роси, затвърждавайки ролята си на машина за хитове, започнала в началото на кариерата ѝ.
През лятото на 2018 г. печели както Летния фестивал Уинд (днешен Summer Festival) в Рим, така и Наградата на FIMI и Наградата на SIAE на RTL 102.5 Power Hits. На следващата година песента печели и Музикалната награда SEAT за мултиплатинен запис.
На 18 януари 2019 г. издава сингъла Le cose che canto („Нещата, които пея“), в който пее и дъщеричката ѝ, последван от второ сътрудничество с Такаджи & Кетра в сингъла Jambo – номер едно в Италианската класация на синглите и тройно платинен, носител на Награда SIAE и излязъл на 24 май.

### 2019-настояще: хитовеMomenti perfetti, Ma il cielo è sempre più bluиLa Isla
След Giusy Ferreri Tour Live 2019, тя пуска песента Momenti perfetti („Перфектни моменти“) на 18 октомври 2019 г. и обявява Giusy Ferreri Tour Live 2020, което трябва да се проведе в италианските клубове през март 2020 г. Поредицата от концерти се отлага поради спешната ситуация с коронавируса. Междувременно Ферери участва в италианската супергрупа Allstars 4 Life, която събира над 50 италиански изпълнители за запис на песента Ma il cielo è sempre blu – хорова кавър версия на песента на Рино Гаетано. Приходите от сингъла, пуснат на 8 май 2020 г., са дарени на италианския Червен кръст в подкрепа на Il Tempo della Gentilezza - проект за подкрепа на най-уязвимите хора, засегнати от пандемията от COVID-19.
На 24 юни чрез своя профил в Инстаграм певицата обявява пускането на новия си летен сингъл La Isla в сътрудничество с Елетра Ламборгини, който излиза на 29 юни 2020 г. На 14 юли в Ютюб излиза и официалният видеоклип на песента.
През 2021 г. тя обявява, че работи по шестия си студиен албум, който би трябвало да илезе през пролетта на 2022 г.
На 4 декември 2021 г. във TG1 – вечерните новини по Rai 1 е обявено участието ѝ във Фестивала на италианската песен в Санремо 2022 г.

## Музикален стил и влияния
Първият ѝ албум Gaetana се характеризира с поп рок стил с ритъм енд блус и соул влияния. Единственото изключение е песента Il party (написана през 2005 г.), в която преобладава денс звученето.
След кавър версиите в албума Fotografie, в който, според рецензията на Musica e Dischi, певицата успява да изпъкне благодарение на своя глас, в следващия ѝ албум Il mio universo е налице една различна Ферери: не само певица и с обичайния си красив глас, но и способна да покаже зрялост и личност на изпълнителка. Списание Panorama определя албума като „тъмен поп-рок“, но все още близък до обикновения поп. В него за първи път в албумите си изпълнителката се утвърждава като авторка на песни – в случая четири. Албумът представлява „произведение н едно ново начало“.
В четвъртия си албум L'Attesa, дефиниран от певицата като „второ начало“, тя се доближава и до пост-пънк и даркуейв, давайки воля на интроспекцията, проявяваща се в многобройни песни като La bevanda ha un retrogusto amaro, характеризираща се с психеделично звучене.
В следващия си албум, озаглавен Girotondo, тя черпи вдъхновение единствено от поп жанра, в който се намесват и други звуци като регетон и ню уейв.

### Глас
Още от самото начало гласът на Джузи Ферери е сравняван с този на Ейми Уайнхаус, дори е определен от италианските и чуждестранните медии като „италианската Ейми Уайнхаус“. Самата Джузи Ферери заявява в интервю през 2008 г., че „аз дадох себе си, отстъпчива, на нуждите на програмата. Бяхме сред пълната експлозия на новите британски гласове. Ейми Уайнхаус и Дъфи, и доста силно аранжираха, които отговаряха на вълната."
Италианският вестник Ла Стампа я дефинира през 2015 г. като „уникален глас, доколкото не може да се сбърка с друг, което е абсолютен плюс в наши дни."

## Личен живот
Джузи Ферери е родена с патология на анормална сърдечна проводимост: синдром на Уолф-Паркинсън-Уайт. Тя е диагностицирана на 8-годишна възраст след пристъп на пароксизмална тахикардия. На 21 г., след две операции, певицата се възстановява.
От 2008 г. Джузи Ферери има връзка с геодезиста Андреа Бономо. Двойката има дъщеря на име Беатриче, родена на 10 септември 2017 г.

## Дискография

### Студийни албуми
- 2008 – Gaetana
- 2009 – Fotografie
- 2011 – Il mio universo
- 2014 – L'attesa
- 2017 – Girotondo

### Компилации
- 2015 – Hits

## Турнета
- 2009 – Gaetana Club Tour & Gaetana Estate Tour[65]
- 2010 – Fotografie Tour[66]
- 2011 – Il mio universo Tour[67]
- 2015 – Giusy Ferreri Tour 2015
- 2016 – Hits Tour[68]
- 2018 – Girotondo Live[44]
- 2019 – Giusy Ferreri Tour Live 2019
- 2021 – Giusy Ferreri Tour Live 2021

## Награди и признания
2008 г.
- Венецианска музикалната награда (Venice Music Award) в категорията „Гласът“[69]
- Италианска награда за видеоклипове (Premio Videoclip Italiano) за видеоклипа на песента Non ti scordar di me[15]
- Награда M.E.I. (Среща на независими лейбъли) в категорията „Най-добър гласов талант“

2009 г.
- Трибют към Аугусто (Tributo ad Augusto) като певица – откритие на 2008 г.[70]
- Музикална награда Уинд (Wind Music Award) – награда за мултиплатинен запис за песента Non ti scordar mai di me за над 120 хил. продадени копия
- Музикална награда Уинд – награда за мултиплатинен запис за албума Gaetana за над 120 хил. продадени копия

2010 г.
- Награда за „Европейски музикален дебют без граници“ за албума Gaetana[19]
- Победа в анкетата на каналите Sky Italia и Ем Ти Ви Хитове „Топ 20 дами в поп музиката“[71]
- Музикална награда Уинд – награда за златен запис за албума Fotografie за над 35 хил. продадени копия
- Награда X Италия – Млад талант[72]
- Венецианските музикални награди: мултиплатинена награда за албума Gaetana за над 400 хил. продадени копия[12]

2011 г.
- Награда „Лунеция“ в категория „Санремо“: награда за музикално-литературната стойност на италианската песен за песента Il mare immenso[73]
- Победа в анкетата на каналите Sky Italia и Ем Ти Ви Хитс „Топ 20 летни хитове“ с песента Piccoli dettagli[74]

2012 г.
- Награда „Санремо Хит“ в категорията Airplay за Il mare immenso[75]

2014 г.
- Награда „Златен лимон“ за песента Non ti scordar mai di me[76]
- Включване в речника на Дзаникели Pop-Rock 2015[77]

2015 г.
- Vevo Queen на конкурса The Year in Vevo с видеоклипа на песента Roma-Bangkok
- Teamwork на конкурса The Year in Vevo с видеоклипа на песента Roma-Bangkok

2016 г.
- Vevo сертификат за видеоклип Roma-Bangkok с Бейби Кей[78]
- Музикална награда Уинд- награда за платинен запис за песента Volevo te за над 50 хил. продадени копия[32]
- Музикална награда Уинд – награда за мултиплатинен запис за песента Roma-Bangkok за над 350 хил. продадени копия[32]

2018 г.
- RTL 102.5 Power Hits – награда FIMI за песента Amore e capoeira заедно с Такаджи & Кетра за най-продаваната песен през лятото
- RTL 102.5 Power Hits – награда SIAE Amore e capoeira заедно с Такаджи & Кетра за най-пусканата песен през лятото на събития и клубове
- Летен фестивал Уинд (Wind Summer Festival) като Песен на лятото за Amore e capoeira (с Такаджи & Кетра)

2019 г.
- Vevo сертификат за песента Amore e capoeira заедно с Такаджи & Кетра и Шон Кингстън
- Музикална награда Уинд – награда за мултиплатинен запис за песента Amore e capoeira за над 200 хил. продадени копия[32]
- RTL 102.5 Power Hits – награда SIAE за песента Jamboo (с Такаджи & Кетра) като най-пусканата песен през лятото в събития и клубове